# Армянская Хельсинкская группа
Армянская Хельсинкская группа (арм. Հայաստանի հելսինկյան խումբ) — первая правозащитная ассоциация, образованная диссидентами Армянской ССР в апреле 1977 года по образцу Московской Хельсинкской группы. В нее вошли экономист Эдуард Арутюнян (1926 г.р.), который стал руководителем группы; студент политехнического института Самвел Осян, и физик и дьякон Армянской апостольской церкви Роберт Назарян (1948 г.р.). Позднее членами группы также стали рабочие Шаген Арутюнян (один из основателей Национальной объединённой партии Армении) и Амбарцум Хлгатян.
Группа опубликовала декларацию, в которой к своим целям, определяемым Заключительным Актом Хельсинкских соглашений, добавила: стремиться к принятию Армянской ССР в члены ООН «…с целью решения общенациональных проблем рассеянных по всему миру армян»; добиваться «…воссоединения с Армянской республикой включенных ныне в территорию Азербайджанской ССР Нагорного Карабаха и Нахичеванской автономной республики»; «…требовать использования армянского языка во всех сферах жизни в Армении»
Группа опубликовала несколько сообщений о нарушениях прав человека в Армении. В обращении группы в адрес Белградской конференции СБСЕ отмечались факты подавления национальной армянской культуры; дискриминации армянского языка; приводились фамилии людей, лишившихся работы по идеологическим мотивам, и политзаключенных-армян; перечислялись лица, которым было отказано в праве эмигрировать; перечислялись книги, изъятые из библиотек и уничтоженные только потому, что их авторы эмигрировали из СССР.
Роберт Назарян, который поклялся не говорить на армянском языке до тех пор, пока Карабах не вернется в состав Армении, выступил с обращением к советским и зарубежным армянам оказать материальную помощь армянским политзаключенным и их семьям. 22 декабря 1977 года он был арестован, обвинен в «антисоветской агитации» и осужден на 5 лет лишения свободы и 2 года ссылки. В один день с ним был арестован и другой член группы — Шаген Арутюнян, который был приговорен к 3 годам лишения свободы по сфабрикованному делу о «злостном хулиганстве» — избиении работников милиции. После их ареста руководитель группы Эдуард Арутюнян выступил с обращением к армянскому народу за рубежом, в котором сообщал, что группа разгромлена. Вскоре из группы вышел С. Осян, убедившийся, по его словам, в бессмысленности правозащитной работы в советских условиях. Затем был арестован и приговорен к 2,5 годам лишения свободы по обвинению в «распространении заведомо ложных измышлений, порочащих советский государственный и общественный строй» сам Эдуард Арутюнян.